# دار الزواحي (بعدان)

تعديل مصدري - تعديل

دار الزواحي هي إحدى قرى عزلة الحرث بمديرية بعدان التابعة لمحافظة إب، بلغ تعداد سكانها 314 نسمة حسب تعداد اليمن لعام 2004.